# Edificio del Banco Hispano Americano
El edificio del Banco Hispano Americano, situado en la plaza de Canalejas de Madrid, fue la sede histórica del Banco Hispano Americano. Ocupa una parcela con una superficie aproximada de 1800 metros cuadrados. La superficie construida es de unos 12 000 metros cuadrados. Tras varios procesos de fusiones bancarias, acabó en manos del Banco Santander, que lo vendió en 2012. Declarado bien de interés cultural en 1999, su estatus (y con ello el grado de protección) se vieron circunscritos a la fachada y a la primera crujía en 2013. El edificio, así como otros cinco edificios colindantes (entre los que se encuentra el antiguo edificio de La Equitativa), también pertenecientes hasta 2012 al Banco Santander, están siendo reformados y modificados para establecer viviendas y un hotel de lujo, así como un centro comercial, en el marco de la denominada operación Canalejas. La reforma incluye derribos, que comenzaron en septiembre de 2014.

## Historia
La reforma urbana llevada a cabo por el Ayuntamiento de Madrid entre 1867 y 1885 para enlazar con holgura la calle de Alcalá y la carrera de San Jerónimo, siguiendo los principios haussmanianos imperantes en la época, dio como resultado el ensanchamiento hasta 22 metros de la calle denominada antiguamente de Panaderos y luego de Peligros Ancha, convertida en la calle de Sevilla y la creación de la plaza de las Cuatro Calles, posteriormente bautizada como plaza de Canalejas, resolviendo el encuentro con las calles del Príncipe y de la Cruz. Esta operación, unos años posterior a la transformación de la Puerta del Sol, constituyó un paso más en el proceso de dignificación del centro histórico, cuyo mayor exponente fue la apertura de la Gran Vía en 1910. En pocos años ese ámbito se convirtió en uno de los espacios más interesantes y singulares de la ciudad, como consecuencia de la sustitución de los viejos edificios de viviendas por grandes edificios de carácter monumental.

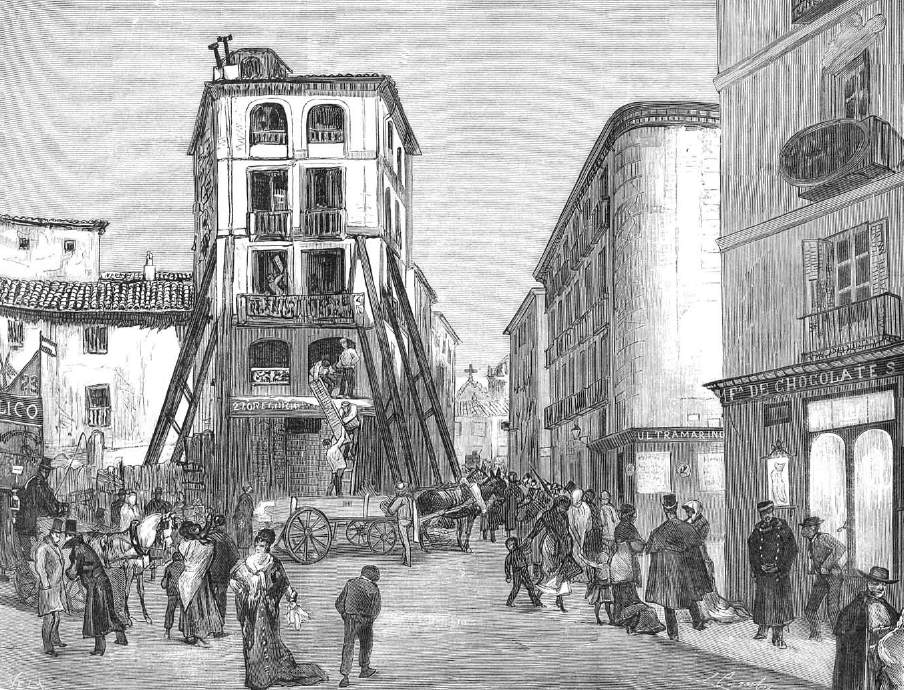
"Derribo de la casa núm. 1 de la calle de Sevilla, con motivo del ensanche proyectado". Dibujo de Comba grabado por Vela. La Ilustración Española y Americana, Año XXIII, nº 10, 15 de marzo de 1879, pág. 177

Uno de los mejores solares creados en la plaza de Canalejas, de forma sensiblemente simétrica, que ocupaba todo el frente de la misma entre la carrera de San Jerónimo y la calle de Sevilla, fue adquirido en 1901 por el Banco Hispano Americano, entidad creada el año anterior con capital mixto mexicano y español y sede en los números 5 y 7 de la cercana calle de Alcalá. El solar tenía una superficie de 20 410 pies cuadrados adquiridos a 80 pesetas el pie cuadrado (1093 ptas/m²), con un coste total de 1 756 000 ptas (10 536 €). En 1902 el banco encargó el proyecto para su sede central al arquitecto Eduardo de Adaro y Magro, autor de los edificios del Banco de España en Madrid y en varias capitales de provincia. Se ha citado la posible colaboración del joven Joaquín Rojí López-Calvo en su desarrollo, atribuyéndole algunos detalles de resonancias modernistas. Las obras se desarrollaron entre 1902 y 1906, y por motivos de salud del arquitecto, que falleció a comienzos de 1906, fueron terminadas por un colega (hay discrepancias acerca de quién fue este arquitecto: el COAM y, siguiéndole, el decreto de declaración de bien de interés cultural, cita a José López Sallaberry; testimonios contemporáneos a la obra, sin embargo, establecen que la finalización de las obras estuvo a cargo de José Urioste Velada).
El programa de necesidades incluía oficina bancaria y servicios de la entidad en las dos plantas de sótano, planta baja y primera, y viviendas de alquiler en las tres superiores. A través de un zaguán o vestíbulo situado en el eje de simetría del edificio, se accedía a un patio de operaciones rectangular y en doble altura, porticado en planta baja y acristalado en entresuelo, realizado con pilares de fundición, cancelas y antepechos del mismo material decorados con motivos vegetales próximos a la estética modernista y cubierto por un lucernario acristalado. Los documentos gráficos de época atestiguan el interés de este espacio, que quizás no alcanzaba la riqueza del proyectado para el Banco de España pero que tenía un valor incuestionable. Bajo el suelo traslúcido de pavés del patio central se reproducía en los sótanos otro espacio singular en doble altura de similares características, con galería perimetral sustentada por ménsulas y barandillas artísticas de forja. En este patio situado en los sótanos se encontraban la caja del banco y las cajas de alquiler. Alrededor del patio de operaciones, varios patios secundarios también cubiertos con lucernarios en la zona de oficinas ayudaban a distribuir los espacios, dando como resultado un conjunto ordenado de clara legibilidad. La planta primera o entresuelo tenía una organización funcional con despachos en fachada y oficinas acristaladas volcadas hacia el patio de operaciones. El espacio que ocupaba el eje de la fachada de la plaza se situaba a una cota algo superior para dar mayor altura al vestíbulo o zaguán. A las tres plantas superiores, destinadas a viviendas, se accedía por dos escaleras independientes situadas en las medianerías del solar. El edificio tenía, por tanto, tres accesos dispuestos simétricamente, que se reflejaban claramente en la composición de la fachada.

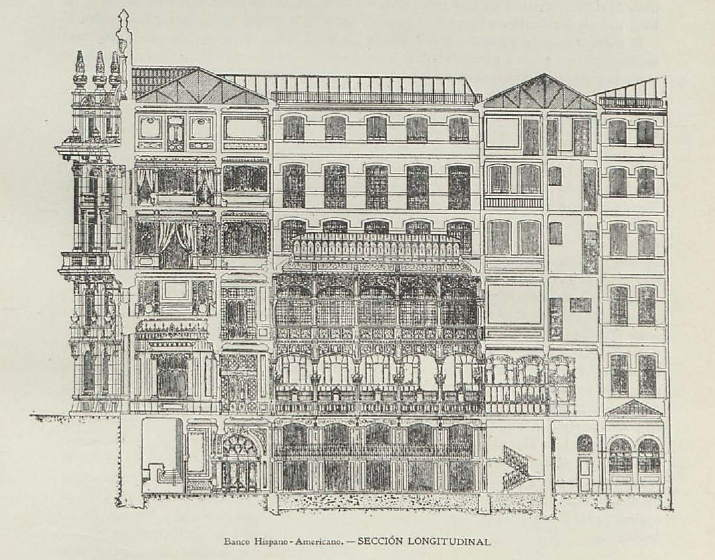
Sección longitudinal del edificio del Banco Hispano Americano. Publicada en Arquitectura y Construcción en marzo de 1906

El elemento más significativo del edificio era precisamente la fachada, construida en su mayor parte con piedra arenisca, con la colaboración del escultor José Alcoverro (responsable, entre otras obras, de las estatuas sedentes de Alfonso X el Sabio y San Isidoro de Sevilla en la escalinata del edificio de la Biblioteca Nacional, de la de Berruguete ante el Museo Arqueológico o del monumento a Argüelles en la madrileña calle de Ferraz). En su diseño, Adaro utilizó un lenguaje ecléctico de raíz clásica, tomando como pauta algunas de las líneas compositivas del vecino edificio de La Equitativa. Se organizaba horizontalmente en tres cuerpos, un amplio basamento de doble altura, un cuerpo central de la misma altura que el anterior y un pequeño cuerpo de coronación, que era sobrepasado por dos frontones y un frontispicio central. Esta composición se completaba con un apretado ritmo vertical de pilastras de un orden arquitectónico que combinaba elementos corintios, compuestos y toscanos, rematadas en coronación por pináculos, todo ello aderezado con profusión de elementos decorativos y escultóricos, entre los que cabía destacar las dos figuras de bulto redondo que flanqueaban la entrada, representando alegorías del Cálculo y la Economía, obras ambas de Alcoverro. La rejería de fachada se limitaba a la planta baja, y fue ejecutada por cuatro firmas madrileñas. El coste del edificio ascendió a 2 500 000 pesetas (15 000 euros).

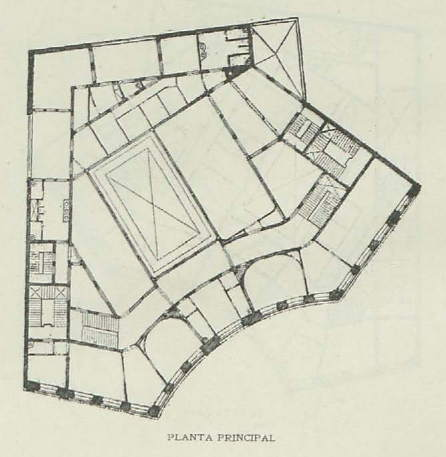
Plano de la planta principal del edificio del Banco Hispano Americano. Publicada en Arquitectura y Construcción en marzo de 1906

Tras la Guerra Civil, el Banco Hispano Americano adquirió el inmueble colindante de la carrera de San Jerónimo, número 9 (7 bis), que había resultado destruido en la contienda, para ampliar su sede central. El proyecto fue encargado al arquitecto bilbaíno Manuel Galíndez en 1940. Galíndez era un especialista en arquitectura bancaria, y había ejecutado las sedes del Banco de Vizcaya en Barcelona y en la madrileña calle de Alcalá —este en estilo Art Déco—; los edificios de La Equitativa (1932), Seguros La Aurora (1934) en Bilbao. Posteriormente se encarcaría del edificio de la Naviera Aznar (1943) en Bilbao o las sedes del Banco Hispano Americano en muchas capitales españolas como Barcelona (1955), Bilbao (1952), La Coruña o Sevilla. Al solicitar licencia de construcción, el arquitecto advertía de que las obras se desarrollarían en cuatro fases, la primera de las cuales sería la ampliación propiamente dicha, mientras que las siguientes serían reestructuraciones del edificio original. Las obras se realizaron entre 1941 y 1944, y significaron la alteración tipológica del edificio primitivo, rompiendo el esquema simétrico de la planta, así como la demolición de buena parte de las crujías interiores. Exteriormente, la fachada fue prolongada de forma mimética por la carrera de San Jerónimo, añadiendo cuatro alineaciones de vanos a los existentes y transformando en ventanas las dos puertas que inicialmente daban acceso a las escaleras de las viviendas. Interiormente se modificó el programa funcional, transformando las viviendas en oficinas y despachos, igual que había sucedido en La Equitativa.. Desaparecieron los dos accesos y una de las escaleras exclusivas de viviendas, manteniéndose solo la adosada a la medianería norte (sobre la calle de Sevilla). Las dos escaleras de conexión entre las cuatro plantas de uso bancario desaparecieron, sustituidas por una más amplia y visible. En las dos plantas bajo rasante se mantuvo intacto el espacio central en doble altura, añadiéndose simplemente los pilares necesarios para soportar las partes ampliadas o reconfiguradas. Se construyó un nuevo patio de operaciones, de mayor tamaño y también de dos plantas. Esto implicó la desaparición del patio de operaciones original, obra maestra de la arquitectura de hierro y cristal, sustituido por una estructura más diáfana, «una magnífica muestra temprana del estilo clasicista que adoptarían tantas construcciones bancarias en los años cuarenta y cincuenta del pasado siglo». El nuevo patio de operaciones se diseñó más amplio, en forma de polígono irregular simétrico, desplazado hacia la carrera de San Jerónimo. Lo circundaban pilastras de mármol con capiteles corintios, y lo techaba una gran montera de vidrio. Se perdió con ello su relación con el zaguán principal y con el eje de simetría de la fachada. Esta alteración de la planta y transformación de los espacios interiores privaron al edificio de su coherencia inicial. La modificación de la estructura afectó, además del sector demolido, a amplias zonas del resto del edificio, sobre todo en las plantas baja y primera. Las plantas superiores sufrieron menos transformaciones en el sector norte, donde se mantuvo la estructura y organización espacial de patios y escaleras. Las cubiertas construidas con cerchas de acero roblonado acabadas en cinc y pizarra se mantuvieron intactas en fachada y en todo ese mismo sector.
En 1942, el banco adquirió la propiedad del inmueble de la calle de Alcalá, número 12. Se trataba de la sede de la Banca Sanz, que había sido absorbida por el Hispano Americano. Así, el conjunto pudo tener una fachada, inexistente hasta entonces, sobre dicha calle. El inmueble, construido en 1895, fue demolido para proceder con la segunda ampliación de su sede central. El proyecto fue redactado por el propio Manuel Galíndez y se conectó con el existente en todos los niveles. Al año siguiente se adquirió la antigua sede de Credit Lyonnais, edificio construido entre 1904 y 1907 por José Urioste Velada, también con fachada al número 8 de la calle Alcalá y al 7 de la carrera de San Jerónimo. Se formó con ello un aglomerado de cuatro inmuebles con numerosos patios interiores, cuya organización en planta fue creciendo en complejidad, llegando a ser confuso y laberíntico.
En 1962 se realizó una nueva ampliación del edificio de plaza de Canalejas, 1, con proyecto del arquitecto José María Chapa Galíndez —sobrino de Galíndez, heredero de su estudio y autor de la torre del Banco de Vizcaya en Bilbao—, para crear comedores de empleados y nuevas oficinas. Consistió en la elevación de una quinta planta sobre las crujías interiores del edificio, dejando intacto el cuerpo de fachada. También se elevaron en la misma operación dos plantas en otros inmuebles del complejo. A pesar del retranqueo de las nuevas construcciones, se ocasionó la pérdida de la silueta original del edificio desde el ámbito urbano de la plaza de Canalejas y las calles del Príncipe y carrera de San Jerónimo. En 1971, Chapa Galíndez, con la colaboración de Luciano Díez Canedo, llevó a cabo la transformación en garaje de las dos plantas de sótano que todavía conservaban parcialmente la configuración arquitectónica original, fundamentalmente el gran espacio central en doble altura descrito anteriormente. Con esta obra, desapareció el último resto singular del interior original de Eduardo Adaro. En 1975 un nuevo edificio se añadió al conjunto: se trataba de un edificio de viviendas del nº 6 de la calle de Alcalá, que fue reconstruido por Chapa Galíndez y Díez Canedo. En 1977, el edificio del Banco Hispano Americano fue uno de los más de un centenar de monumentos a los que se incoó expediente de declaración de conjunto histórico-artístico dentro de la villa de Madrid.
Un año después, en 1978, se produjo la última obra importante en el edificio original, cuyo objeto fue la ampliación de la sucursal bancaria situada en el edificio, que pasó a extenderse a las plantas baja y primera. Las sucesivas reformas interiores realizadas en esos años modificaron sustancialmente la decoración interior de las zonas de oficinas. Solamente los despachos de la crujía exterior en las plantas nobles conservaron parte de la decoración original, en concreto la carpintería, herrajes de puertas y ventanas, así como elementos aislados como chimeneas y cubreradiadores. En el resto del edificio se perdió toda la decoración, conservándose únicamente algunos forjados y pilares de acero roblonado en las plantas superiores como testimonio del edificio primitivo. El interés de esa estructura fue considerado por la Comunidad de Madrid como muy escaso, al tratarse generalmente de sencillos tubos de acero cilíndricos con cabeza acartelada, embutidos en machones de fábrica de ladrillo.
El último edificio añadido al conjunto fue la antigua sede del Banco Zaragozano, en el número 10 de la calle de Alcalá, proyectada en 1936 por Roberto García Ochoa Platas, pero no terminado hasta 1942. Lo fue a mediados de la década de 1980. En 1991, el Banco Hispano Americano se fusionó con el Banco Central, formando el Banco Central Hispano. A su vez en 1999 se produjo la fusión entre el Banco Central Hispano y el Banco de Santander, también propietario del Banco Español de Crédito. Esa circunstancia propició la conexión interna del edificio histórico de plaza de Canalejas, 1 con el edificio La Equitativa de la calle Sevilla, números 3 y 5. El proyecto fue obra del arquitecto Jaime López-Amor Herrero. Ese año, la Comunidad de Madrid declaró la totalidad del edificio del Banco Central Hispano como bien de interés cultural en la categoría de monumento.
En 2004, el Banco Santander, propietario del inmueble, trasladó los servicios bancarios del Banco Central Hispano a su nueva Ciudad Financiera del Grupo Santander en Boadilla del Monte, manteniendo la sucursal bancaria en planta baja y dejando vacío el resto del edificio. Ya ese año se planteó la venta del conjunto, en el cual se instalaría un centro comercial y un hotel de lujo. En 2006, el grupo inversor R&A Palace acordó la compra del complejo al Banco Santander por 325 millones de euros. El Ayuntamiento de Madrid se mostró de acuerdo, pero al tratarse de edificios protegidos, encargó al arquitecto Rafael de la Hoz la redacción de un Plan Especial para Canalejas, aprobado en 2007. En este plan se establecía, de forma muy exhaustiva, cuáles eran los elementos de interés cultural que debían protegerse. Los usos del edificio del Banco Hispano Americano serían mixtos: viviendas de lujo en las plantas superiores y uso comercial en las inferiores. Sin embargo, la crisis hizo que R&A Palace no pudiera encontrar financiación, por lo que el Banco Santander rescindió el contrato en junio de 2008 y, por tanto, se abandonó el proyecto. En diciembre de 2012 anunció la venta de todo el conjunto al grupo OHL, perteneciente al Grupo Villar Mir, por 215 millones de euros. El plan de reforma del conjunto del Grupo OHL, proyectado por el Estudio Lamela, era mucho menos respetuoso que el anterior, e incluía la excavación de varias plantas de aparcamiento bajo rasante y, sobre todo, la elevación de los edificios con plantas retranqueadas de igual cota que la del edificio más alto del conjunto —Alcalá, 12—, con lo que se creaba un único inmueble revestido con diversas fachadas correspondientes a los distintos edificios. De esta forma, sobre el edificio original del Banco Hispano Americano se alzarían entre tres y cuatro nuevas plantas retranqueadas. Esta modificación era inviable a menos que se modificase la protección de los edificios del conjunto.
En 2013, siguiendo la respuesta a una consulta realizada a la Comisión Local de Patrimonio Histórico de Madrid —organismo formado por la comunidad autónoma, el Ayuntamiento de Madrid y el COAM— en septiembre de 2012 por parte del Grupo Santander, la Comunidad de Madrid anunció la revocación parcial de la protección del edificio, circunscribiendo la declaración de bien de interés cultural, en la categoría de monumento, a la fachada y la primera crujía. Quedaba retirada la protección, por ejemplo, al patio de operaciones construido por Manuel Galíndez, que fue calificado de «estructura anodina». Del resto del edificio se dijo que no tenía «elementos de interés o valor cultural». Aunque organizaciones de defensa del patrimonio solicitaron que no se modificase la declaración inicial de 1999, protegiendo las aportaciones de Galíndez. La Dirección General de Patrimonio Histórico de la Comunidad de Madrid desestimó la solicitud, si bien extendió la declaración de bien de interés cultural a las cubiertas del proyecto de Eduardo Adaro situadas más allá de la primera crujía del edificio. Asociaciones como Madrid, Ciudadanía y Patrimonio, algunos arquitectos a título personal, e instituciones como la Real Academia de Bellas Artes de San Fernando han mostrado su oposición al proyecto. Esta última manifestó lo siguiente: «El pleno de esta Real Academia, por unanimidad, ha acordado seguir manteniendo el criterio contrario al fachadismo, es decir, al vaciado de edificios antiguos para mantener solamente fachadas como si fueran decoraciones teatrales en el teatro de la ciudad». Los críticos de la medida atribuyen la disminución de la protección a criterios meramente económicos.
En 2013, siguiendo la respuesta a una consulta realizada a la Comisión Local de Patrimonio Histórico de Madrid —organismo formado por la comunidad autónoma, el Ayuntamiento de Madrid y el COAM— en septiembre de 2012 por parte del Grupo Santander, la Comunidad de Madrid anunció la revocación parcial de la protección del edificio, circunscribiendo la declaración de bien de interés cultural, en la categoría de monumento, a la fachada y la primera crujía. Quedaba retirada la protección, por ejemplo, al patio de operaciones construido por Manuel Galíndez, que fue calificado de «estructura anodina». Del resto del edificio se dijo que no tenía «elementos de interés o valor cultural». Aunque organizaciones de defensa del patrimonio solicitaron que no se modificase la declaración inicial de 1999, protegiendo las aportaciones de Galíndez. La Dirección General de Patrimonio Histórico de la Comunidad de Madrid desestimó la solicitud, si bien extendió la declaración de bien de interés cultural a las cubiertas del proyecto de Eduardo Adaro situadas más allá de la primera crujía del edificio. Asociaciones como Madrid, Ciudadanía y Patrimonio, algunos arquitectos a título personal, e instituciones como la Real Academia de Bellas Artes de San Fernando han mostrado su oposición al proyecto. Esta última manifestó lo siguiente: «El pleno de esta Real Academia, por unanimidad, ha acordado seguir manteniendo el criterio contrario al fachadismo, es decir, al vaciado de edificios antiguos para mantener solamente fachadas como si fueran decoraciones teatrales en el teatro de la ciudad». Los críticos de la medida atribuyen la disminución de la protección a criterios meramente económicos.

## Descripción

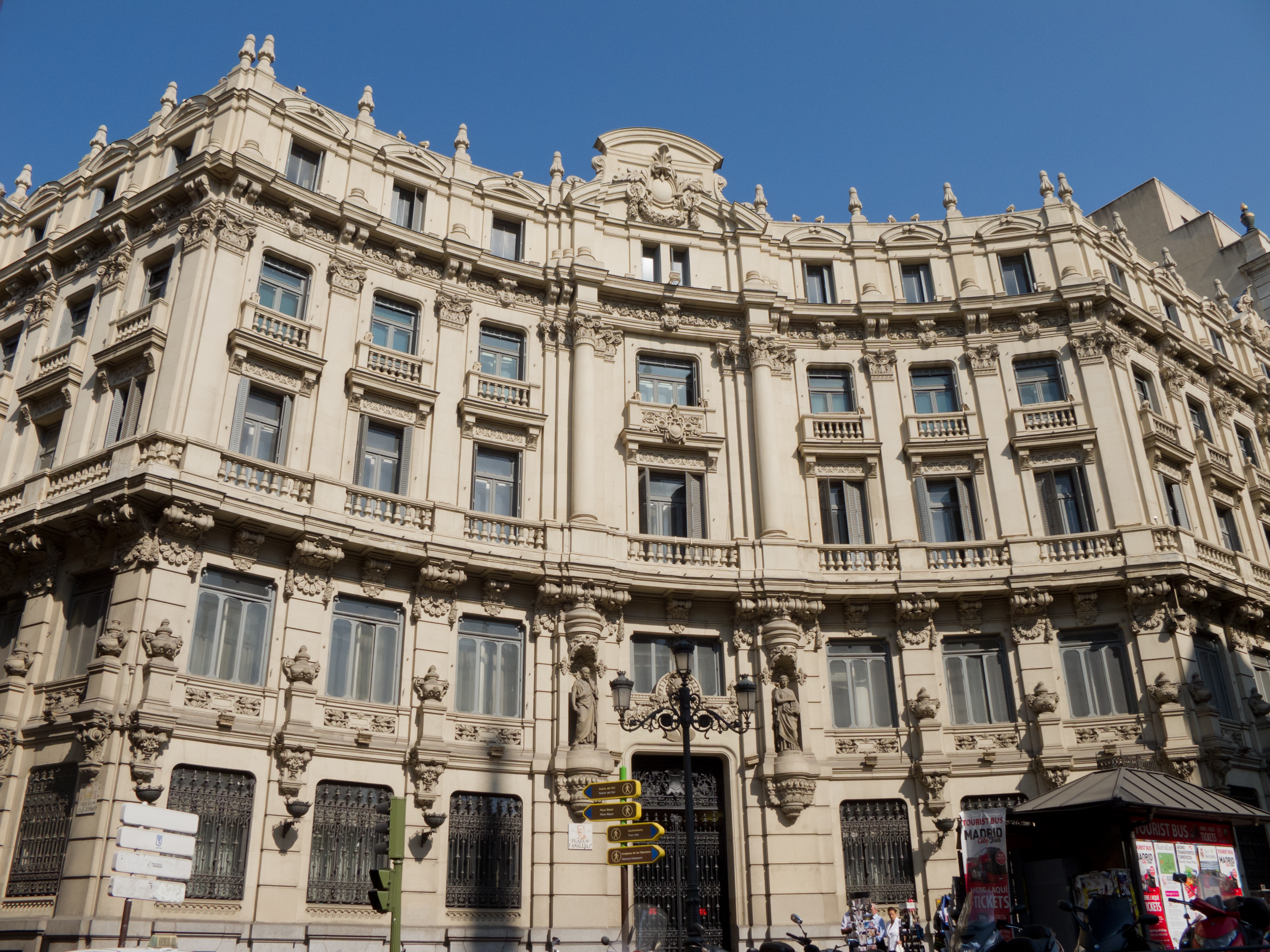
Fachada del edificio del Banco Hispano Americano, en la plaza de Canalejas

La sede histórica del Banco Hispano Americano constituye un complejo de edificaciones entre paredes medianeras situado en la plaza de Canalejas, que se extiende por la calle Sevilla y la carrera de San Jerónimo. Limita por todo su perímetro con otros inmuebles también pertenecientes, en su momento, a entidades bancarias.
Longitudinalmente, la fachada tiene tres tramos diferenciados, de los cuales el central es un chaflán curvo de gran desarrollo, y los laterales son tramos rectos de longitud desigual hacia las calles adyacentes. Construida en su mayor parte con piedra arenisca, es el elemento más significativo del edificio. En su diseño, Eduardo Adaro utilizó un lenguaje ecléctico neorrenacentista y neobarroco, tomando como pauta alguna de las líneas compositivas horizontales del vecino Palacio de la Equitativa, especialmente la gran balaustrada que recorre todo su perímetro. La organización o composición horizontal de la fachada es la clásica de tres cuerpos, basamento, cuerpo central y coronación, combinada verticalmente con un apretado ritmo de pilastras de un orden arquitectónico personal que combina elementos corintios, compuestos y toscanos.
El basamento abarca dos plantas del inmueble con alturas de piso holgadas, abandonando el concepto utilizado durante la centuria anterior de ligar un entresuelo de servicio a la actividad de la planta baja. En este caso, el entresuelo se trata como una planta de carácter noble, aunque sin balcones ni elementos volados. Arranca este cuerpo con un breve zócalo de granito en el que quedan integradas las ventanas del semisótano. En todo el basamento se aprecia un fino y cuidado diseño de los elementos arquitectónicos y escultóricos que escapa al carácter rústico habitual de esta parte de los edificios. Solamente las juntas rehundidas entre sillares en las pilastras, que recuerdan vagamente los almohadillados tradicionales, diferencian el tratamiento con el resto de la fachada.

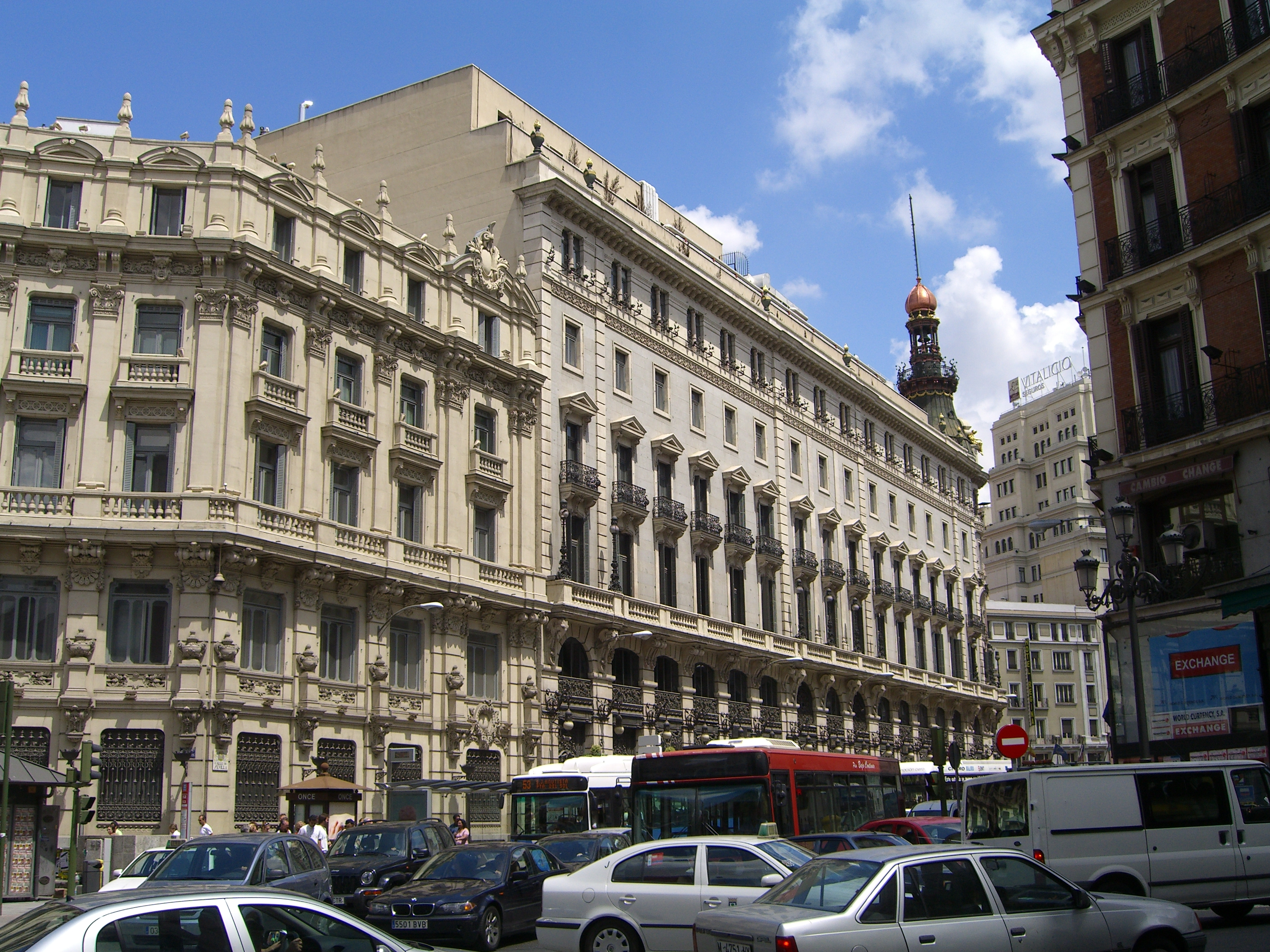
Vista de las fachadas de la calle Sevilla. Se observa cómo la balconada del edificio mantiene la continuidad con la de La Equitativa

El cuerpo central, separado del basamento por una balaustrada corrida que marca el arranque de este cuerpo, abarca también dos plantas del edificio, y tiene una altura similar al basamento. La balaustrada o balconada mantiene la continuidad con la de La Equitativa. Inicialmente, la balconada estaba iluminada por farolas de forja, hoy desaparecidas, situadas entre las ventanas. Este cuerpo central está recorrido verticalmente por un orden de pilastras de fuste liso y capiteles derivados del orden corintio con collarino y volutas muy desarrolladas. Entre las pilastras se sitúan los balcones de las plantas segunda y tercera. Destaca en el eje central del chaflán el tratamiento de pilastras y semicolumnas superpuestas, aplicando recursos plásticos explorados en la arquitectura barroca romana. La separación del cuerpo central con el de coronación es un entablamento clásico, con arquitrabe, friso fuertemente decorado con relieves de formas vegetales y amplia cornisa apoyada en parejas de ménsulas que prolongan las pilastras.
El cuerpo superior o de coronación es una planta de altura más reducida, en la que las pilastras del cuerpo inferior se prolongan y rematan en pináculos de espíritu neorrenacentista. Los balcones de las plantas inferiores se transforman en este nivel en ventanas clásicas coronadas por frontones curvos. Las pilastras superpuestas del eje central de la plaza de Canalejas tienen aquí remate adecuado en un gran frontispicio formado por una combinación de frontones curvos, grande y quebrado en tres planos el inferior y liso el superior, todo ello adornado por orlas y escudo central. Este frontispicio se repite algo más simplificado en los extremos de las fachadas a las calles laterales, marcando la primitiva posición de los accesos de planta baja.
La ampliación mimética de la fachada realizada hacia el oeste sobre el solar de la carrera de San Jerónimo, número 7 bis, antes de 1944, es un elemento diseñado por Manuel Galíndez con acierto y discreción, ya que se limita a replicar la composición realizada por Adaro, introduciendo un nuevo eje vertical en el extremo donde sitúa una nueva puerta de traza idéntica pero de decoración más sencilla que la existente, rematada en coronación por otro frontón similar. Las primitivas puertas de acceso a las escaleras de viviendas, convertidas en ventanas, están provistas de rejas artísticas y son distinguibles por las tarjas decorativas de los dinteles.

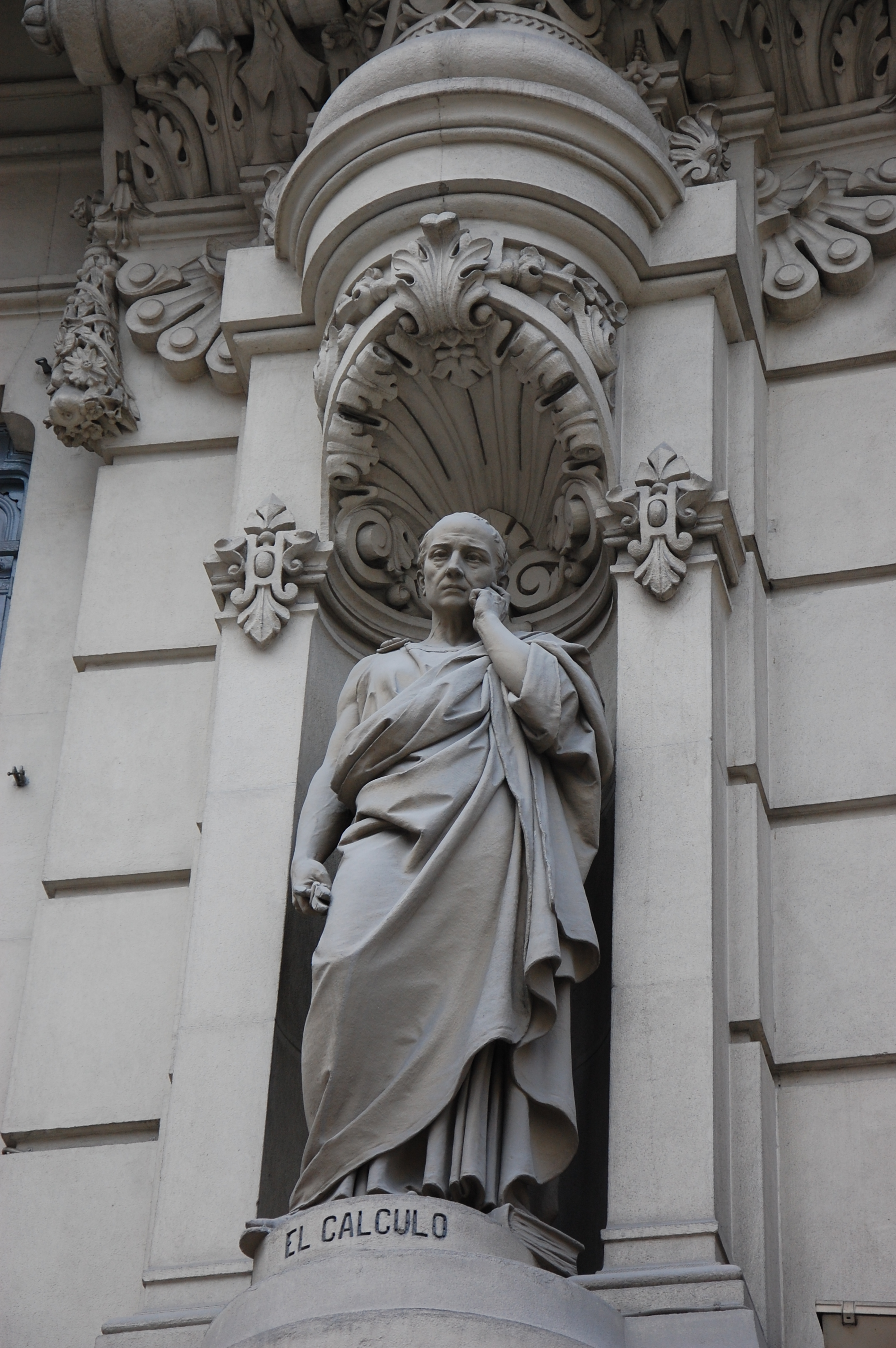
Alegorías del Cálculo, de José Alcoverro

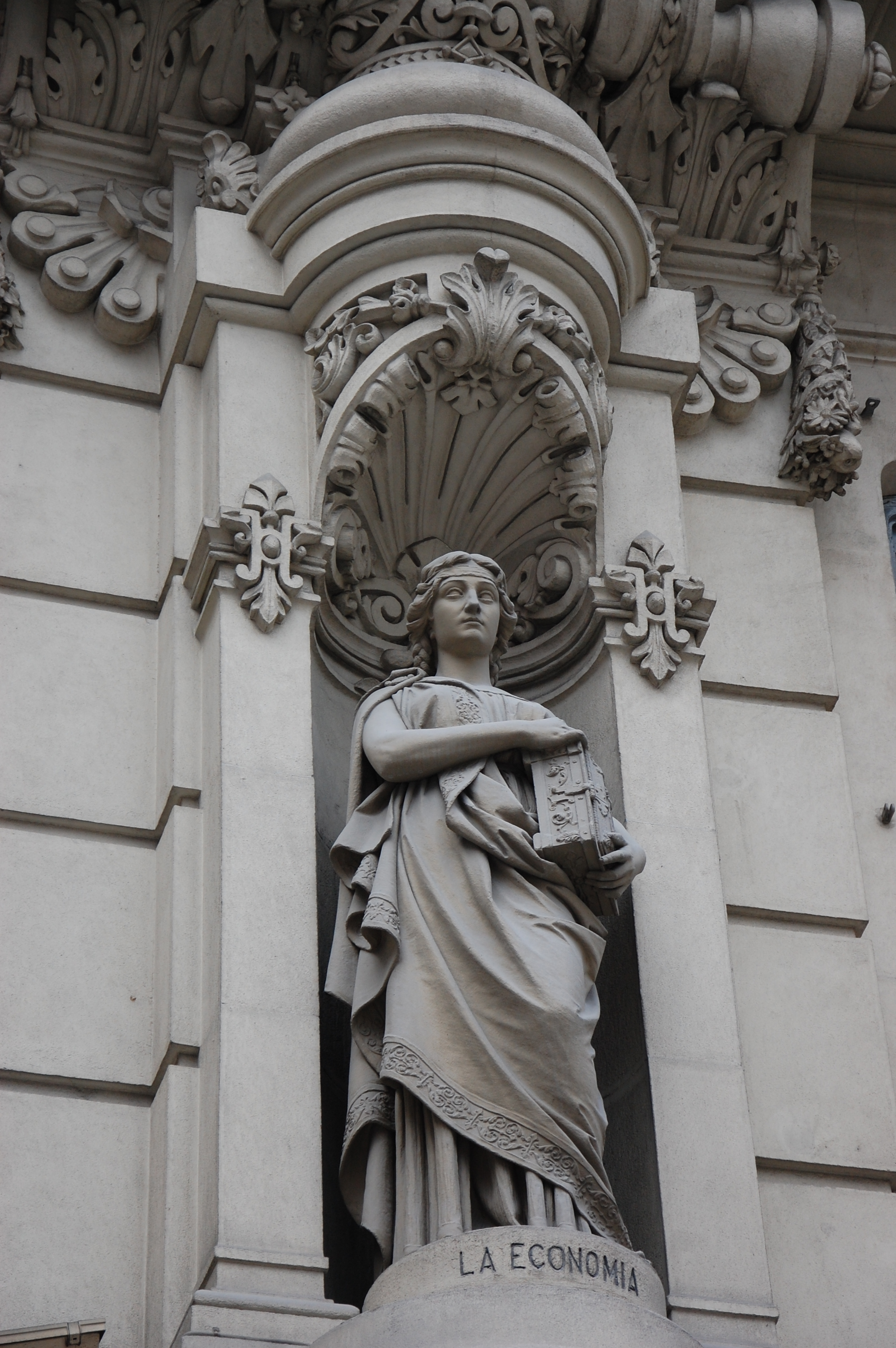
Alegorías de la Economía, de José Alcoverro

La decoración escultórica de la fachada, de gran calidad y cuidado diseño, está al servicio de la arquitectura y se localiza en ménsulas, dinteles de huecos, claves de los arcos, frisos de entablamentos y remates de balaustradas. Entre los elementos decorativos que se repiten de forma sistemática hay que citar serpientes entrelazadas del basamento o flores de lis en las tarjas o cornucopias. Dentro del conjunto destacan los dos edículos que flanquean la puerta principal, con peanas y doseles de abigarrado diseño y profusa decoración vegetal de estilo neorrenacentista, donde se ubican las figuras alegóricas El Cálculo —representado como un varón con toga que se lleva pensativo la mano a la cabeza— y La Economía —doncella con túnica y un arca entre las manos—, obras del escultor José Alcoverro.
La rejería de planta baja, cuyo elemento más notable es la cancela de entrada, es obra de los talleres madrileños de Gabriel Asíns —sucesor de su padre Bernardo, autor de la biblioteca del Casino de Madrid—, Jareño y Compañía, Miguel González y Sociedad de Construcciones Metálicas.
Las rejas de las ventanas de la planta baja del edificio de Banco Hispano Americano de Plaza de Canalejas fueron diseñadas por Manuel Negrete González, según foto del documento, firmado por su autor. 

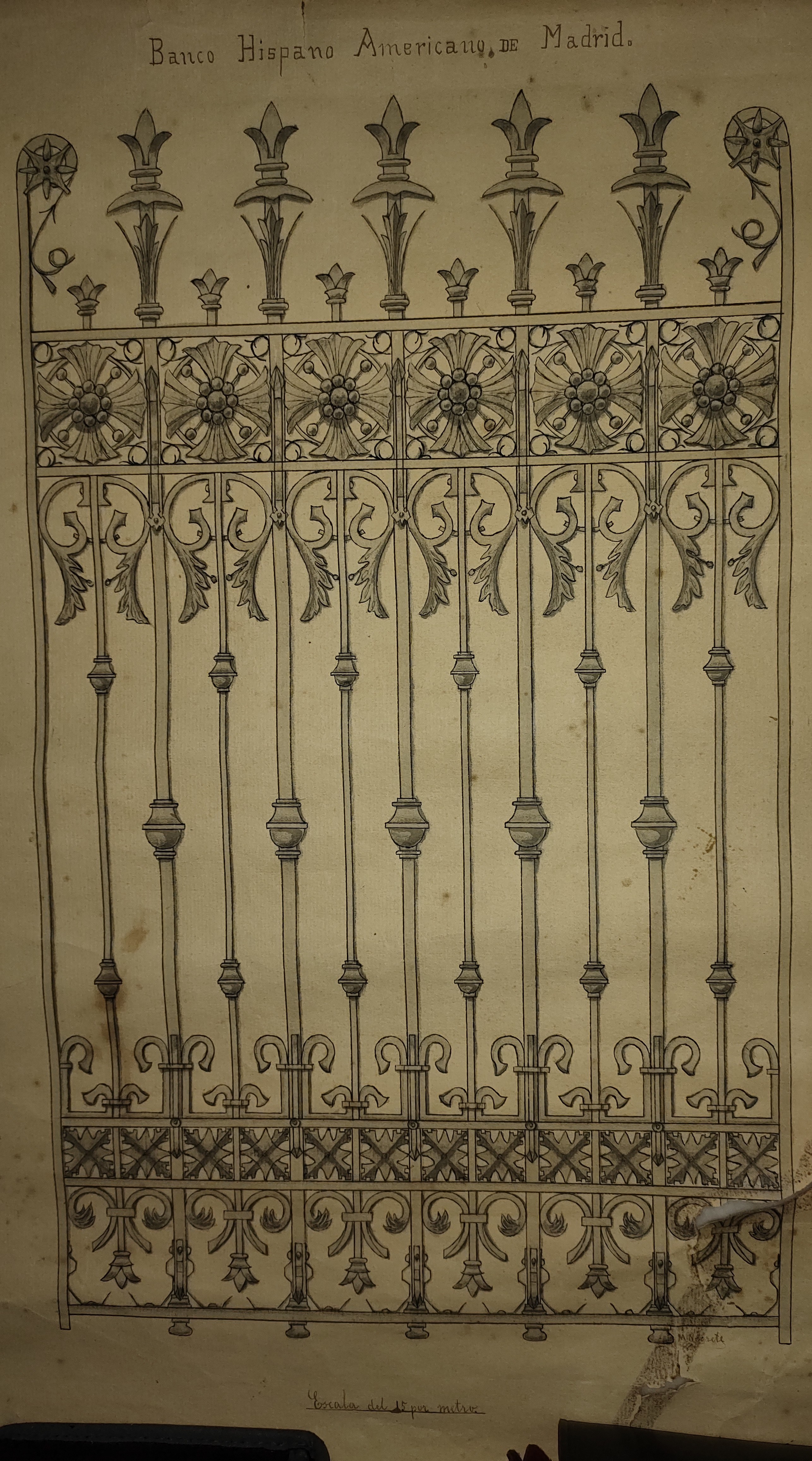
BHA rejas de las ventanas de la planta baja del edificio del Banco Hispano Americano de Plaza de Canalejas.

La cancela de la puerta principal sigue el mismo diseño de las rejas de las ventanas con varios añadidos como faldones superior e inferior y una banda de filigranas en el centro para alcanzar la altura de la entrada. Dicha cancela fue obra de M. Gonzalez Constructor, según sello de bronce que figura remachado en la propia cancela.

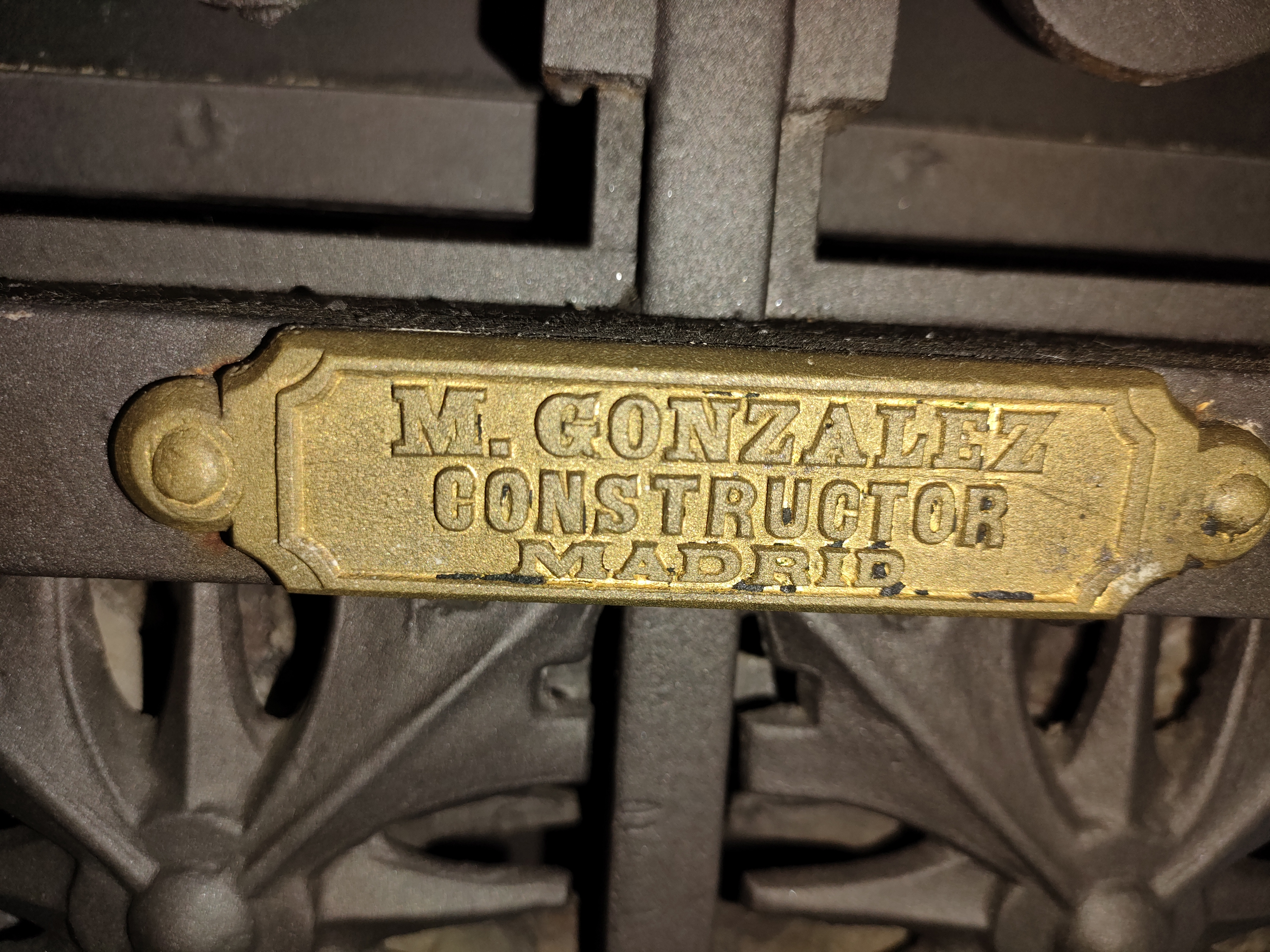
Sello de bronce insertado en la cancela de la puerta principal del Banco Hispano Americano de Plaza de Canalejas.

En la reforma de 1944 se perdieron las cancelas de las puertas laterales de las viviendas.
La cubierta inclinada del edificio del cuerpo exterior se resuelve con cerchas metálicas de acero roblonado, sobre las que se dispone un tablero de rasillas y cubrición de pizarra con remates y piezas especiales de cinc. Son de reseñar los tres diferentes tipos de elementos de ventilación cruzada e iluminación del espacio bajo cubiertas, pequeñas beatas de entrada de aire de la parte inferior del faldón, las pequeñas buhardillas de salida de aire sobrecalentado de la parte superior y las buhardas de iluminación en la zona central, cubiertas con bóveda de medio cañón.
La crujía exterior del edificio conserva la mayor parte de los forjados originales, aunque ha sido muy alterada la tabiquería o distribución de espacios, lo que ha originado la pérdida de la mayor parte de la decoración original. Se ha podido comprobar puntualmente la alteración total o parcial de algunos tramos de forjados, como el techo del zaguán y zonas de planta tercera. La estructura vertical de pilares ha sido modificada casi en su totalidad en sótanos y plantas inferiores. Podría estar intacta, aunque oculta, la estructura perimetral del zaguán. En planta primera se conservan fundamentalmente elementos de carpintería vinculados a la fachada. En la planta segunda o principal se mantiene la configuración de algunos de los despachos, conservando carpintería de puertas y ventanas con herrajes zoomorfos de interés, así como una chimenea de piedra de estética próxima al art decó. En las plantas tercera y cuarta, salvo la carpintería vinculada a fachada, los elementos decorativos de interés son escasos, por haberse alterado las distribuciones.

## Valoración

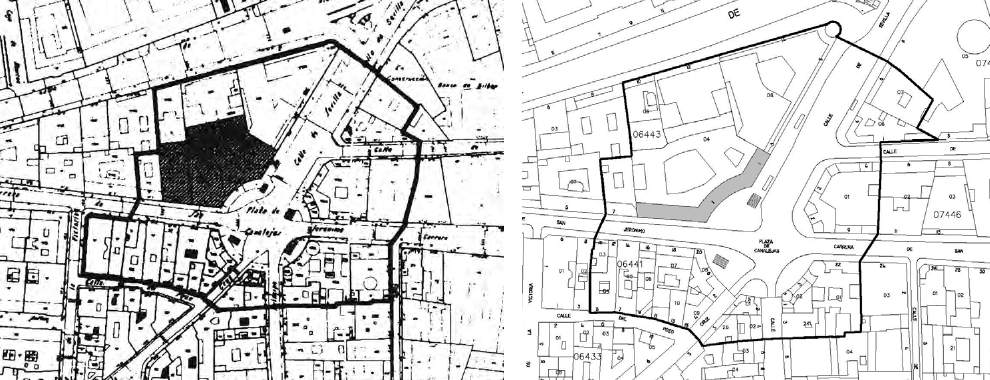
Revocación parcial de la protección del edificio

La fachada exterior del antiguo Banco Hispano Americano, posteriormente Banco Central Hispano, del arquitecto Eduardo Adaro, es un elemento auténticamente singular de la arquitectura española de principios del siglo XX, por su acertado y elaborado diseño arquitectónico, por los materiales utilizados y por la calidad del trabajo escultórico. Se encuentra casi inalterada y mantiene íntegramente los valores que justificaron la declaración de bien de interés cultural. La ampliación mimética proyectada por Manuel Galíndez en la carrera de San Jerónimo, realizada entre 1941 y 1944, es un elemento perfectamente integrado en la fachada original, que respeta la composición de la misma, utilizando como recurso compositivo el desdoblamiento de los elementos que la articulan verticalmente, por lo que merece idéntica protección.
La crujía exterior adyacente a la fachada es un elemento fundamental para la contextualización, correcta utilización y conservación en el tiempo de la fachada exterior. En lo que respecta a su estructura conserva la mayor parte de los forjados originales, gran parte de las cubiertas inclinadas, el perímetro y posiblemente la estructura del zaguán, junto con elementos decorativos de distintas épocas, razones por las cuales permanece incluida como parte del bien declarado de interés cultural. No obstante, se señala expresamente que el decreto de 2013 protege la configuración arquitectónica de la crujía exterior, como organización espacial y constructiva vinculada a la fachada. Sin embargo, no es así con la materialización de los forjados y estructura vertical de la segunda línea de carga, que han sufrido alteraciones en el tiempo. El zaguán principal del edificio se protege en su configuración y en la materialidad de posibles elementos ocultos originales.
Las cubiertas primitivas del edificio que se conservan, con estructura de cerchas de acero roblonado y faldones de pizarra con buhardillas y beatas de cinc, han quedado asimismo protegidas como objeto de la declaración, incluso en las partes ubicadas fuera de la proyección de la fachada y primera crujía.
De acuerdo con la declaración como bien de interés cultural, el resto del inmueble, fuera de la fachada y primera crujía, se considera que carece de elementos significativos de interés o valor cultural, por lo que perdieron en 2013 el grado de protección del que disponían. El bien protegido quedó con la denominación de fachada y crujía exterior del Banco Hispano Americano en Madrid.

## Operación Canalejas

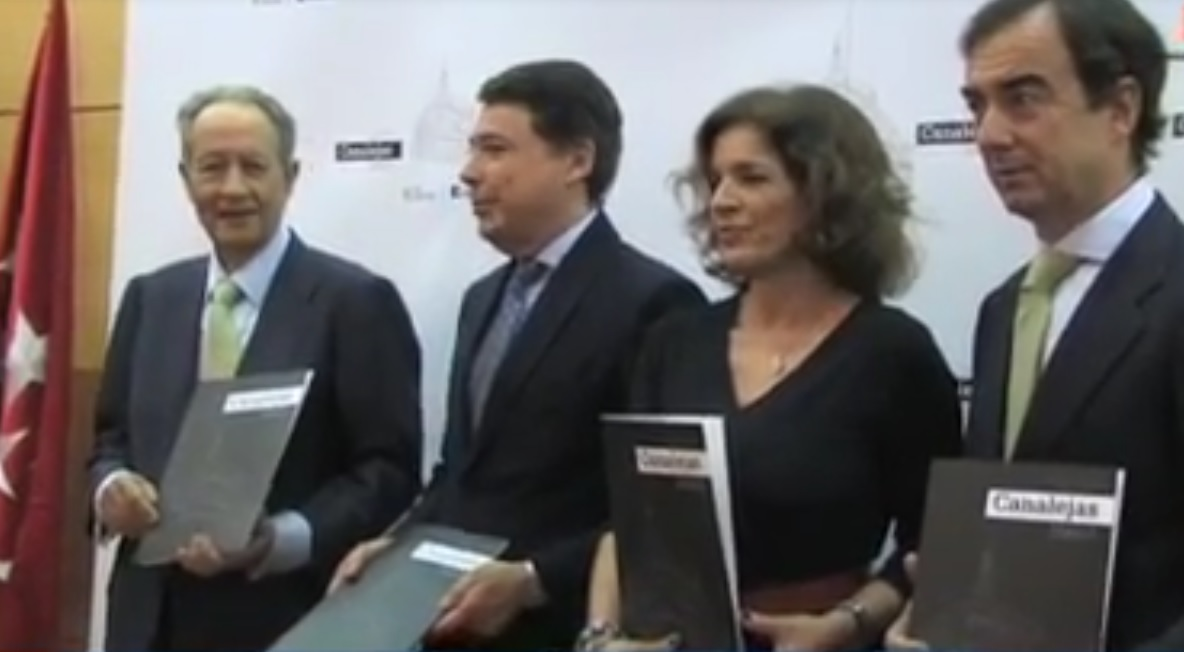
Juan Miguel Villar Mir, Ignacio González, Ana Botella y Juan Villar-Mir de Fuentes en la presentación del proyecto inicial de la Operación Canalejas (2013)

La propuesta del Grupo OHL para el edificio original del Banco Hispano Americano plantea dar usos comerciales a las plantas sótano, baja y primera y residencial a las superiores. Se ejecutará también una ampliación bajo rasante para dotarlo de plazas de aparcamiento. La revocación parcial de la protección del edificio permite casi todo su vaciado.
El proyecto incluye la ejecución de recrecidos sobre la fachada, introduciéndose una ampliación en altura de entre tres y cuatro plantas. De esta forma se alterará la silueta de la fachada, puesto que los pináculos y frontones que la coronan ya no se recortarán contra el cielo. También se prevé rasgar los huecos adyacentes a la puerta principal para triplicar la entrada. Las rejas de la planta baja se trasladarán al entresuelo para habilitar la creación de escaparates en la planta de calle. El destino del interior del edificio y del patio de operaciones es desconocido, puesto que no se especifica nada más que una genérica «recuperación de su superficie original, de los patios perdidos, y de los núcleos y accesos desaparecidos con el cambio de uso y la extensión de este a la totalidad del inmueble».
Los derribos de edificios interiores de la manzana comenzaron el 16 de septiembre de 2014. Se prevé la finalización de la operación en otoño de 2016.